# Левчук Микола Антонович
Левчу́к Мико́ла Анто́нович (нар. 25 серпня 1939, смт Володимирець) — український архітектор, член Національної спілки архітекторів України, дійсний член Академії архітектури України, член комітету по Державних преміях України в галузі архітектури, народний архітектор України.

## Біографія
Народився 25 серпня 1939 року в смт Володимирець Рівненської області. У 1961—1967 роках навчався на архітектурному факультеті Київського інженерно-будівельного інституту. У 1967—1971 роках працював архітектором в проєктному інституті Молдіпробуд у Кишиневі. З 1971 року працював за фахом у проєктному інституті «Київпроект», з 1978 року очолював творчі колективи архітектурно-планувальних майстерень № 1 та № 4. З 1990 року — керівник персональної творчої архітектурної майстерні «М. Левчук».

## Творчість
Автор понад 100 проєктів громадських споруд, житлових будинків та комплексів. Основні роботи:
- Розширення міжнародного сектору аеропорту «Бориспіль» (1975).
- Житловий масив Теремки-2 у Києві.
- Магазин-оранжерея «Квіти України» по вулиці Січових Стрільців у Києві (1979)
- Станція метро «Площа Льва Толстого» у Києві (1981)
- Адміністративний будинок у Лівобережному центрі Києва (1985)
- Патріарший собор Воскресіння Христового у Києві (2000)

## Відзнаки
Нагороджений орденом «Знак Пошани» (1981), медалями «В пам'ять 1500-річчя Києва» (1982) та «Ветеран праці» (1986). Заслужений архітектор України (1997), народний архітектор України (2004).

## Зображення

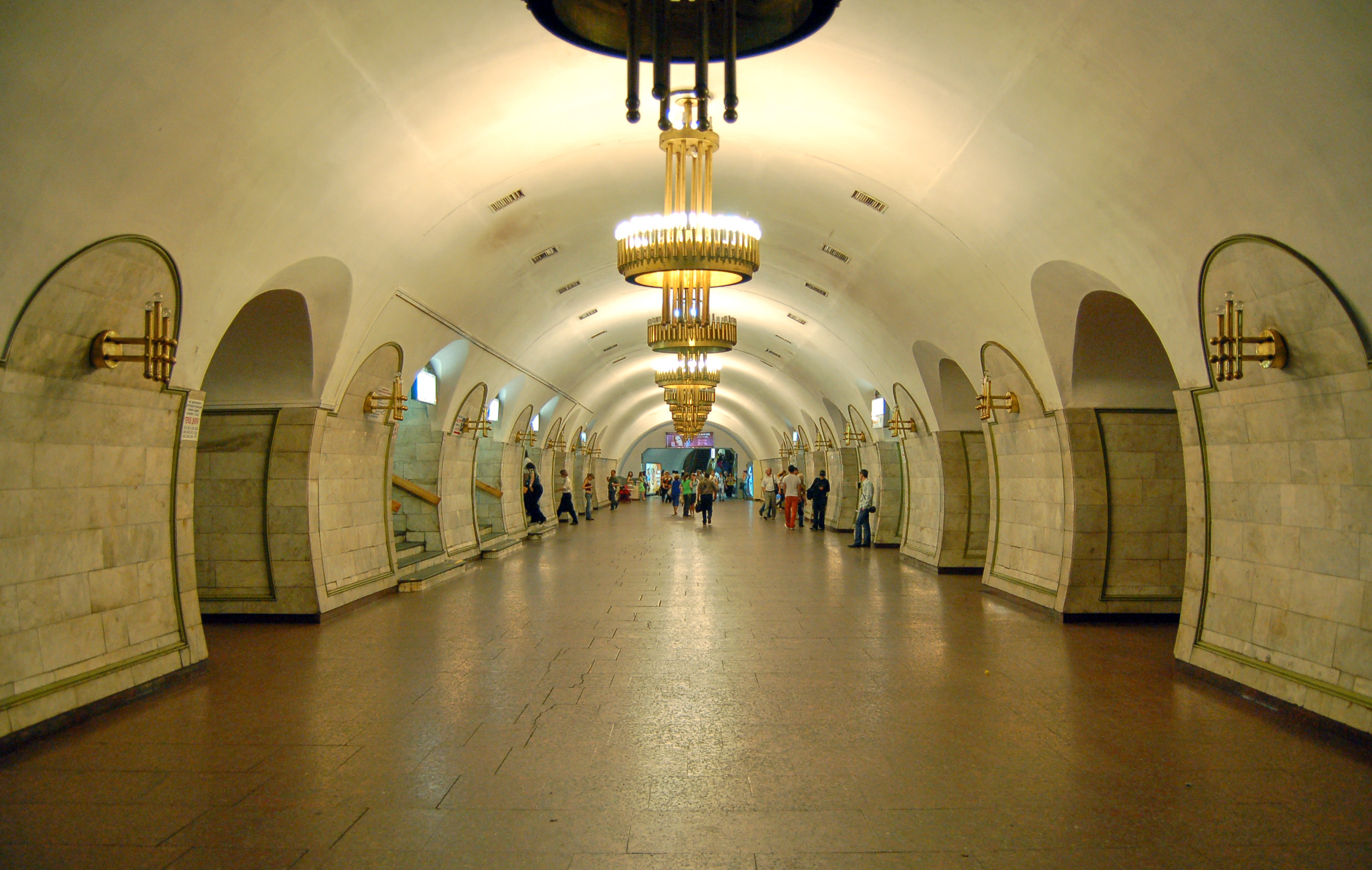
Станція метро «Площа Льва Толстого»